# Stèle de Baška

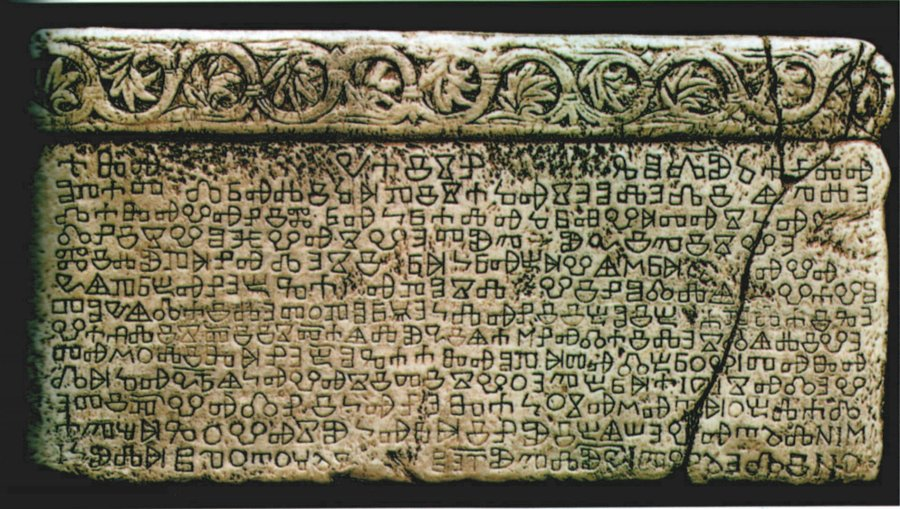
Pierre de Baška

La stèle de Baška, ou pierre de Baška (Bašćanska ploča) est un des premiers monuments de la langue croate, datant de l'an 1100.

## Description
La pierre est découverte en 1851 sur l'île de Krk, sur le dallage de l'église romane de Sainte Lucie (Sveta Lucija) à Jurandvor, près de Baška. Depuis 1934, l'original est conservé à l'Académie croate des sciences et des arts, à Zagreb.
La tablette de pierre prend acte de la donation par le roi Zvonimir d'une terre à une abbaye bénédictine, au temps de l'abbé Drziha. L'inscription est écrite avec l'alphabet glagolitique, en vieux-croate, qui est essentiellement un mélange du dialecte tchakavien et de slavon.
Cette tablette est considérée comme l'acte de naissance des Croates, puisque le nom Croatie et l'adjectif croate y sont mentionnés pour la première fois dans la langue croate. Malgré le fait qu'elle ne soit pas le monument croate glagolitique le plus ancien (la tablette de Plomin, la tablette de Valun, l'inscription de Krk, sont plus anciennes et sont certainement toutes apparues au XIe siècle) en dépit du fait qu'elle n'ait pas été écrite en pure croate vernaculaire - elle est néanmoins appelée « le joyau de la langue croate » et le « certificat de baptême » de sa culture littéraire. Le texte en croate est :

« AZ V' IME OTCA I S(I)NA I SVETAGO DUHA AZ' OPAT' DR'ŽIHA PISAH SE O LEDNINE JuŽE DA Z'V'NIM(I)R KRAL' HR'VAT'SKI V' DNI SVOE V' SVETUJu LUCIJu I SVEDO - MI ŽUPAN' DESIMIRA KR'BAVE MARTIN' V L(I) - CE PRB'NEBŽA S' POSL' VIN(0)DOLE JaK(O)V' V O- TOCE DA IŽE TO POREČE KL'NI I BO(G) I *BI* AP(OSTO)LA I *G* E - VANJELISTI I S(VE)TAJa LUCIJa AM(E)N' DA IŽE SDE ŽIVE - T' MOLI ZA NE BOGA AZ OPAT' DBROVIT' Z' - DAH' CREK'V' SIJu I SVOEJu BRATIJu S DEV - ETIJu V' DNI K'NEZA KOS'M'TA OBLAD - AJuĆAGO V'SU K'RAINU I BJeŠE V' T' DNI M - IKULA V' OTOČ'CI S' SVETUJu LUCIJu V' EDINO. »

Ce texte peut être traduit en français comme suit :

« Au nom du Père, du Fils et du Saint Esprit, moi, abbé Drziha, j'ai écrit cela à propos de la parcelle de terre que donna en ses jours Zvonimir, le roi croate, à Sainte Lucie, devant ces témoins : Desimir, hobereau de Krbava, Martin (Mratin) de Lika, Pribinezha, clerc à Vinodol, Jacob (Jakov) sur l'île. Qui ose nier cela, que Dieu le maudisse, ainsi que les 12 apôtres, les 4 évangélistes et la Sainte Lucie. Amen. Que qui vive ici, prie Dieu pour nous. Moi, abbé Dobrovit, j'ai bâti cette église avec mes neuf frères dans le temps où le prince Kosmat régnait sur toute la région. Et à ces temps-ci, Mikula était ensemble avec Sainte Lucie à Ototchats (Otočac). »